# Chu trình ozon-oxy

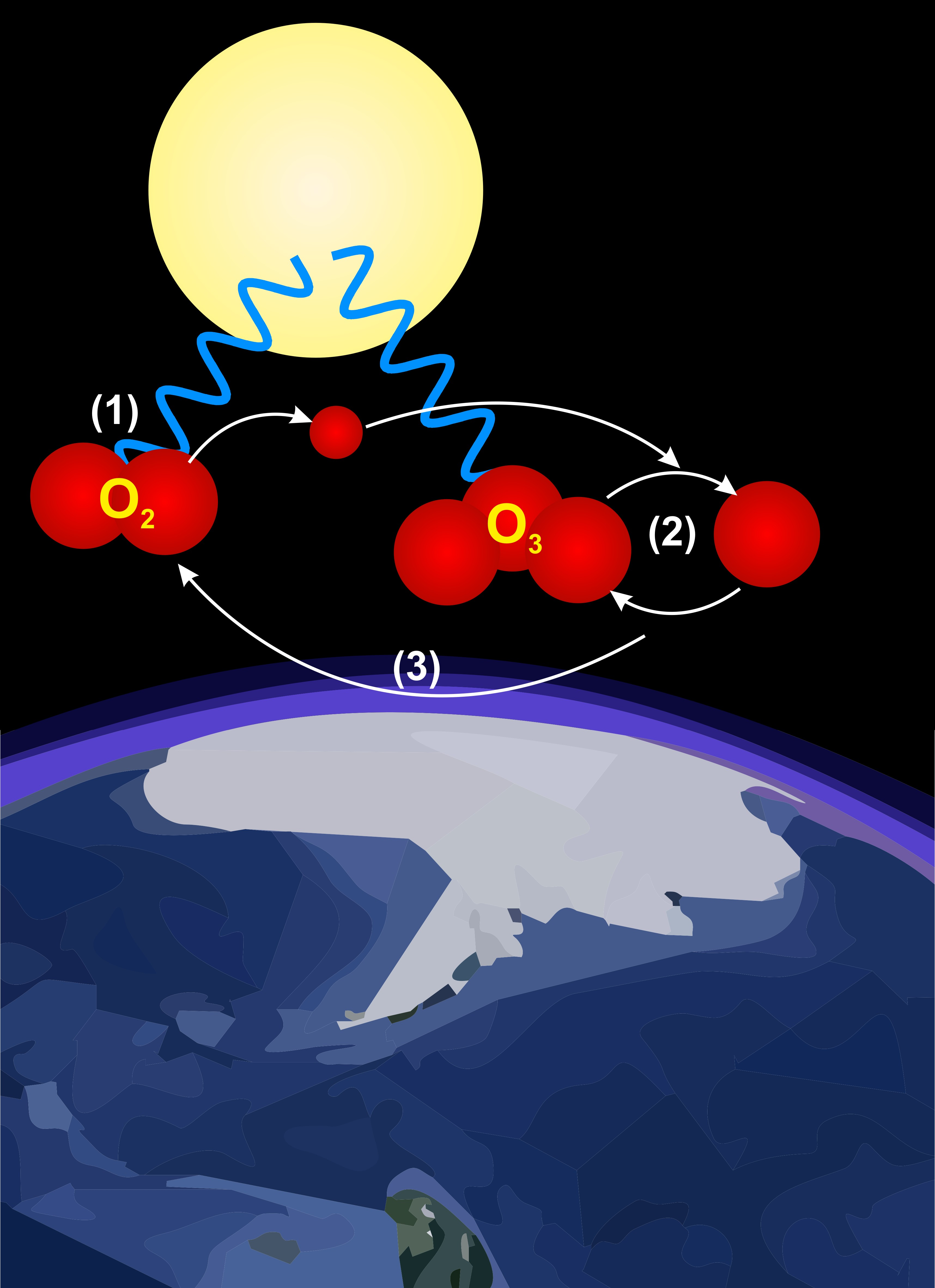
Chu trình ozon-oxy trong tầng ozon

Chu trình ozon-oxy là quá trình trong đó ozon được tiếp tục tái sinh vào tầng bình lưu của Trái Đất, chuyển đổi bức xạ tử ngoại (UV) thành nhiệt. Vào năm 1930 Sydney Chapman giải quyết được phần hóa học liên quan. Quá trình này thường được gọi là Chu trình Chapman bởi các nhà khoa học khí quyển.
Hầu hết sự sản sinh ozon xảy ra ở thượng tầng bình lưu nhiệt đới và tầng trung lưu. Tổng khối lượng của ozon được sản xuất trong một ngày trên toàn cầu là vào khoảng 400 triệu tấn. Khối lượng ozon toàn cầu không đổi một cách tương đối ở khoảng 3 tỷ tấn, nghĩa là Mặt Trời sản xuất khoảng 12% tầng ozon mỗi ngày.

## Hóa học
1. Sự tạo thành: một phân tử oxy bị tách (quang ly) bởi tia UV tần số cao thành hai nguyên tử oxy (xem hình vẽ):
O2 + ℎν → 2 O•
Mỗi nguyên tử oxy sau đó nhanh chóng kết hợp lại với một phân tử oxy để tạo thành một phân tử ozon:
O• + O2 → O3

Hầu hết OH và NO thì có một cách tự nhiên trong tầng bình lưu, nhưng hoạt động của con người, đặc biệt là việc thải ra chlorofluorocarbons (CFCs) và halon, đã làm tăng một cách đáng kể sự tập trung Cl và Br, dẫn tới sự suy giảm ozon. Mỗi nguyên tử Cl hay Br có thể xúc tác hàng ngàn phản ứng phân hủy trước khi nó bị lấy ra khỏi tầng bình lưu.